# Trevose
 (juillet 2025).
Trevose est une census-designated place située dans le comté de Bucks, dans l’État de Pennsylvanie, aux États-Unis. Lors du recensement de 2020, elle compte 3 460 habitants.